# The Image of You
A The Image of You (magyarul: A képed) című dal volt a 2004-es Eurovíziós Dalfesztiválon Albániát képviselő dal, melyet Anjeza Shahini adott elő angol nyelven. Ez volt Albánia debütálása a dalfesztiválon.

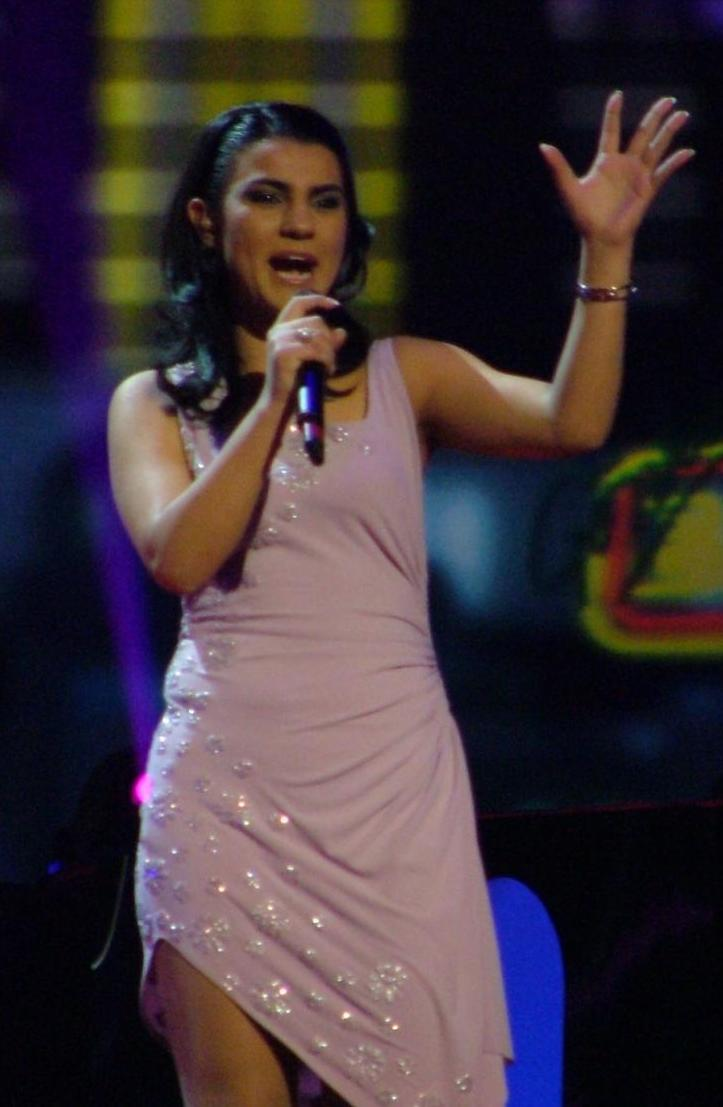
Anjeza Shahini az elődöntőben.

A dal a 2003. december 20-án rendezett albán nemzeti döntőn nyerte el az indulás jogát, ahol albán nyelven, Imazhi yt címmel adták elő.
Az előadás legelején Shahini zongorakísérettel énekel, majd a dal hamar gyors tempójúvá válik. A dal szövegében az énekes a szerelem érzéséről beszél. Az énekesnő az elődöntő során egy lila ruhában lépett fel, amit a döntőben az albán zászló színeinek megfelelően egy piros és fekete ruhára cserélt.
Mivel Albánia korábban nem vett részt a versenyen, a dalt először az első alkalommal megrendezett elődöntőben adták elő. A május 12-én rendezett elődöntőben a fellépési sorrendben tizenharmadikként adták elő, a litván Linas és Simona What’s Happened to Your Love? című dala után, és a ciprusi Lisa Andreas Stronger Every Minute című dala előtt. A szavazás során százhatvanhét pontot szerzett, mely a negyedik helyet érte a huszonkét fős mezőnyben, így továbbjutott a döntőbe.
A május 15-én rendezett döntőben a fellépési sorrendben kilencedikként adták elő, a német Max Can’t Wait Until Tonight című dala után, és az ukrán Ruszlana Wild Dances című dala előtt. A szavazás során százhat pontot szerzett, mely a hetedik helyet érte a huszonnégy fős mezőnyben. Ez Albánia eddigi második legjobb eredménye.
A következő albán induló Ledina Çelo Tomorrow I Go című dala volt a 2005-ös Eurovíziós Dalfesztiválon.